# Slepi bes
Slepi bes je epizoda Zagora objavljena u svesci #166. u izdanju Veselog četvrtka. Na kioscima u Srbiji se pojavila 22. oktobar 2020. Koštala je 270 din. (2,27 €; 2,65 $) Imala je 94 strane.

## Originalna epizoda
Originalna epizoda pod nazivom Furia ciecia objavljena je premijerno u #634. regularne edicije Zagora u izdanju Bonelija u Italiji 3. maja 2018. Epizodu su nacrtali braća Esposito, a scenario napisao MorenoBuratini. Naslovnicu je nacrtao Alessandro Piccinelli. Koštala je 3,9 €.

## Prethodna i naredna epizoda
Prethodna epizoda nosila je naslov Izabelina prošlost (#165), a naredna Stena koja gori (#167).